# Koninklijk Marine Kadettenkorps
Het Koninklijk Marine Kadettenkorps (KMK) is een Belgische jeugdvereniging vzw die zich tot doel stelt de maritieme geest te bevorderen, en meer bepaald de jongeren tussen 12 en 21 jaar in die zin te vormen door hen nautische kennis bij te brengen. De vereniging wordt bijgestaan door Defensie. Leden van de vereniging worden marinekadetten genoemd, naar analogie met de luchtcadetten.
Het sociale en pedagogische aspect staat op de eerste plaats bij de vorming. De jongeren worden ingewijd in het leven aan boord en leren samen te leven.  De vorming van de kadetten wordt op vrijwillige basis door burgers en militairen gegeven. Die leden komen meestal uit het maritieme milieu en kunnen zo hun kennis en ervaring doorgeven aan de jongeren.
Als maritieme jeugdbeweging zijn de activiteiten hoofdzakelijk nautisch. Het KMK organiseert ook landactiviteiten om de groepsgeest bij de kadetten te bevorderen.

## Geschiedenis
Na de Eerste Wereldoorlog, tijdens de welke het Korps van Torpedisten en Zeelieden opgericht werd en die het weifelend begin vormden van de toekomstige marine, werd in 1922 een school voor Kadetten van de Belgische Maritieme Liga opgericht. Toen betrof het nog geen jeugdbeweging, maar een opleidingseenheid om de jongeren voor te bereiden op een loopbaan bij de marine of de koopvaardij.
Bij het ontbinden van het Korps van Torpedisten en Zeelieden in 1927, hielden de zeevaartscholen te Oostende en Antwerpen het Kadettenkorps levend. Het Marine Kadettenkorps werd vervolgens omgevormd tot een VZW, wat het nu nog steeds is.  Door de jaren heen wist het korps stand te houden en was het eveneens betrokken bij de oprichting van de Belgische afdeling van de Royal Navy, het product van de huidige marine.
De eerste conventie tussen de marine en het kadettenkorps dateert van 1969. Het korps telde op dat ogenblik slechts twee afdelingen, één in Brussel en één in Luik.
In 1982 ter gelegenheid van haar 60-jarig bestaan, kreeg het Kadettenkorps het recht om de titel "koninklijk" aan zijn benaming toe te voegen.
Op 26 februari 2003 sloten het Ministerie van Defensie en het KMK een nieuwe overeenkomst. Met die conventie wilden ze de wederzijdse samenwerking verbeteren en ervoor zorgen dat meer jongeren Defensie en de marine leren kennen.

## Wekelijkse bijeenkomsten
In de wekelijks bijeenkomsten wordt er gewerkt op de boot of worden er reparaties uitgevoerd met begeleiding van een officier of onderofficier. Ook wordt er lesgegeven aan de jongeren in de basisprincipes van het varen en het leven aan boord. De jongeren hebben om de zes maanden de gelegenheid een examen af te leggen zodat ze omhoogklimmen in de hiërarchie. In het begin is dat examen gewoon het bewijs dat je de maritieme termen kent en weet wat er van je gevraagd wordt maar wanneer je hogerop komt moet je ook verantwoordelijkheid en discipline tonen om het examen te mogen afleggen.
De examens bestaan voor iedereen uit drie delen. Er wordt een sportief examen afgelegd om te controleren of de conditie goed genoeg is. Er wordt een theoretisch examen afgelegd en er wordt een praktisch examen afgelegd.

## Graden en kentekens
De leden van het Koninklijk Marine Kadettenkorps dragen het traditioneel marine uniform met daarop de graden en kentekens van het korps. De leden worden onderverdeeld in vier groepen: kadetten, onderofficieren, officieren en burgermedewerkers. De burgermedewerkers dragen geen graad. 
De kentekens en graden voor de kadetten zijn rood. De kentekens en graden voor de kaderleden zijn goudkleurig. 

## Afdelingen
Anno 2022 heeft het Koninklijk Marine Kadettenkorps afdelingen in Antwerpen, Brussel, Geel, Itter, Leopoldsburg, Leuven, Marchienne-au-Pont, Namen en Oostende.